# Морская капуста (блюдо)

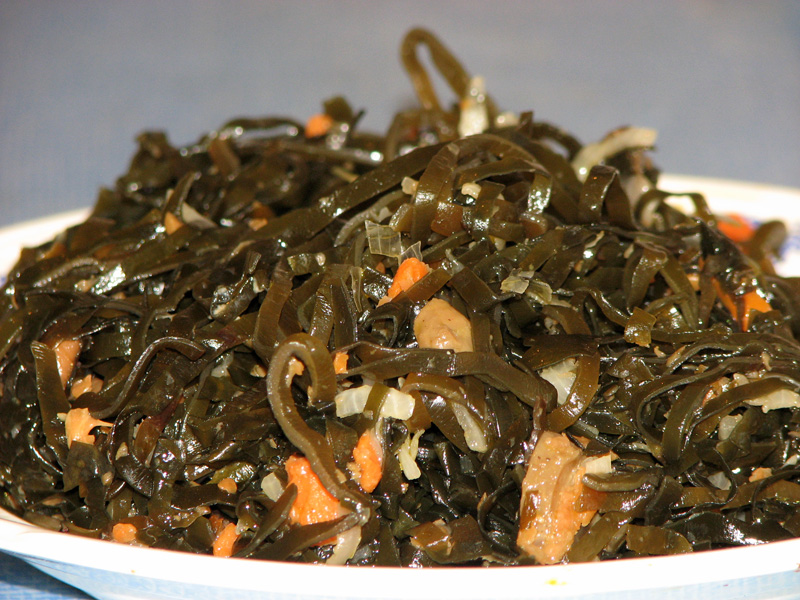
Консервированный салат из морской капусты

Морская капуста — пищевой продукт из бурых водорослей рода сахарина (Saccharina) и ламинария (Laminaria). Промысловое значение имеют несколько видов: сахарина большая (Saccharina latissima) и японская (S. japonica), ламинария пальчаторассечённая (Laminaria digitata) и гиперборейская (L. hyperborea). В розничную торговлю морская капуста поступает в сушёном или мороженом виде, а также в консервах.
На производство морской капусты идёт двухлетняя ламинария промысловой зрелости. Её добывают с самоходных и весельных плавсредств вручную с помощью водолазов и аквалангистов, а также техническими средствами: ваерным способом, волокушами и тралом-подрезателем. Длина морской капусты в среднем составляет 3—5 м. Длина и ширина водоросли зависят от возраста, района произрастания и времени добычи. Сырец ламинарии хранят в чистой морской воде в сетных мешках или на стержнях-держателях. Перед обработкой ламинарию тщательно промывают в морской воде от песка и других загрязнений, обрезают ризоиды и черешки и обрабатывают дезрастворами.
Сушка ламинарии производится в естественных и искусственных условиях. В естественных условиях при солнечной погоде подготовленное сырьё располагают в один слой на сетчатых настилах высотой 15—20 см от земли. Водоросли периодически переворачивают и сушат в естественных условиях не более двух дней до содержания влаги в 15—18 %. В искусственных условиях ламинарию сушат горячим воздухом. Правильно высушенная ламинария имеет блестящую поверхность слоевищ. Выход готовой продукции составляет 14—20 % к массе сырца. Готовый продукт укладывают в кипы или прессуют в пачки массой до 30 кг.
Ламинарию, предназначенную для замораживания, режут на подходящие по длине куски и шинкуют на полоски шириной не более 5 мм. Замораживание водорослей производится сухим искусственным способом при температуре не выше −28 °C. Мороженая ламинария выпускается блоками массой до 12 кг для промышленной переработки и до 3 кг — для сети общественного питания.
При выработке консервов из ламинарии морская капуста обычно смешивается с овощами и пряностями. Готовая смесь фасуется в банки в виде салатов или комбинируется с мясом беспозвоночных (кальмаров,  трепангов). Для приготовления консервов из морской капусты сырьё после очистки от песка, известковых образований и механических примесей отмачивается в проточной воде в течение 3—4 часов. Затем промытую морскую капусту шинкуют на полоски шириной 3—4 мм, варят 10—15 минут в кипящей воде, затем обжаривают 3—5 минут в растительном масле при температуре 140—160 °C. После охлаждения морскую капусту смешивают с соответствующим образом обжаренными овощами в фаршемешалке и фасуют в банки, куда добавляется горячий томатный соус. Стерилизация банок производится при температуре 112—115 °C, после чего банки быстро охлаждают.